# Parsa
Parsa – gaun wikas samiti w środkowej części Nepalu  w strefie Dźanakpur w dystrykcie Sarlahi. Według nepalskiego spisu powszechnego z 2001 roku liczył on 842 gospodarstw domowych i 5178 mieszkańców (2480 kobiet i 2698 mężczyzn).